# Langbølgebåndet
 Ikke at forveksle med Langbølger.
Langbølgebåndet anvendes i Europa, Nordafrika og Asien på radiofrekvenser mellem 148,5 og 283,5 kHz (AM-bærebølge 153 og 279 kHz, 9kHz kanalbåndbredde) i alle 3 ITU-regioner til national radiofoni og international radiofoni.

Det er kun i ITU Region 1, at langbølgebåndet bruges til radioudsendelser.
I mange lande er man endda helt stoppet med at bruge langbølgebåndet til radioudsendelser. Dette skyldes en kombination af blandt andet lave lyttertal, at moderne radioer ikke understøtter langbølge samt høje omkostninger til blandt andet elektricitet til senderne. Danmark har stoppet radioudsendelser via langbølgebåndet med udgangen af 2023, mens engelske BBC har meddelt, at de stopper i løbet af 2024.  I Rusland lukkede man ned for radio via langbølgebåndet allerede i 2014 og 2015.
I 2024 står mere end halvdelen af frekvenserne på langbølgebåndet ledige.

## Langbølge i Danmark
Kalundborg langbølge: "Danmarks Radio – København-Kalundborg".
I året 1927 blev der for Statsradiofonien etableret en AM langbølgesender i den nye Kalundborg Radiofonistation på landtangen Gisseløre ved Kalundborg. Sendefrekvensen var 260 kHz med en nominel sendeeffekt på 7,5 kW.
Antennen bestod af to 105 m høje trebenede stålmaster forbundet med en enkelt antennetråd, og blev bygget af Nakskov Skibsværft.
I 1954 blev masterne forlænget til 118 m og forsynet med 23 m brede tværbomme, der bar otte toptråde til en såkaldt Alexanderson antenne.
Fra 15. november 1982 er sendeeffekten forøget til 300 kW og frekvensen ændret til 243 kHz.
Langbølgesenderen dækker foruden selve Danmark også det meste af Europa samt Nordsøen, Færøerne, Island og sydspidsen af Grønland. Frekvensen på 243 kHz er næsten uden forstyrrelser, da den nærmeste sender med ret til at sende på samme frekvens befinder sig over 2.500 km væk i Tyrkiet (Erzurum).
I henhold til en public service-kontrakt mellem Danmarks Radio (DR) og Kulturministeriet, som trådte i kraft ved årsskiftet 2007, er DR ikke længere forpligtet til at opretholde udsendelserne på langbølge. Derfor ophørte de analoge udsendelser på langbølge 243 kHz fra Kalundborg Radiofonistation 15. februar 2007 klokken 00:30, men senderen er fortsat i driftsklar stand og erstattede mellembølgesenderen i perioden 16.-31. oktober 2009.
Senest er tværbommene forkortet til kun to toptråde i april 2008. Det er sket for at levetidsforlænge masterne med henblik på digitale langbølgeudsendelser i DRM, idet langbølge i modsætning til mellembølge har konstant lang rækkevidde døgnet rundt.
De svage kalibreringssignaler i DRM under ombygningen af antennesystemet blev ifølge et diskussionsforum på hjemmesiden DRMRX registreret af lyttere så langt væk som Schweiz.
Siden 3. oktober 2008 har Kalundborg langbølge med enkelte afbrydelser udsendt pausesignal og identifikationsteksten "DR Kalundborg" i DRM, der kan modtages i hele Danmark med særlige digitalmodtagere eller med en pc tilsluttet en analog modtager.
Fra den 16. juni 2011 begyndte DR igen at sende analog AM på langbølge, stadig med frekvensen 243 kHz, men med en nyindkøbt digitalsender af typen Nautel NX50. Sending ophørte den 31. december 2023 sendes på 243 kHz